# Живая сила (физика)
Жива́я си́ла (лат. vis viva, нем. lebendige Kraft) — историческое название кинетической энергии. Впервые название введено немецким философом и физиком Готфридом Лейбницем.

## История

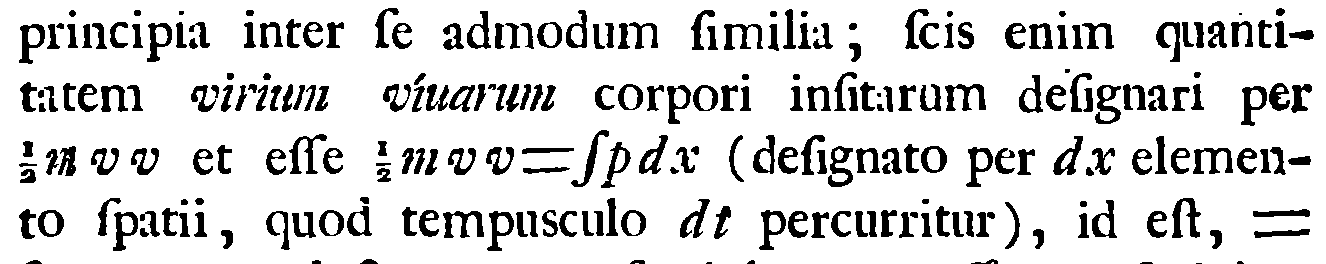
Фрагмент статьи Д. Бернулли, опубликованной в 1741 году, в котором используется определение живой силы с множителем «½»

Первоначально наименование «живая сила» было дано Лейбницем для произведения массы тела на квадрат его скорости. Впоследствии Гюстав Кориолис внёс в определение термина поправку, определив его как произведение половины массы тела на квадрат его скорости, хотя иногда определение живой силы с множителем «½» встречалось и ранее (например, в статьях Д. Бернулли). В результате термин приобрёл то же содержание, что и современный термин «кинетическая энергия».
В аналитической механике восемнадцатого века живая сила, принимаемая равной {\displaystyle mv^{2}}, рассматривалась главным образом только как полезный математический артефакт. Ситуация глубоко изменилась под влиянием индустриализации, связанной с широким применением паровых машин. Тогда возник большой практический интерес к механической работе, производимой двигателями. Исходя из той связи, что существует между механической работой и величиной {\displaystyle {\frac {1}{2}}mv^{2}}, Кориолис предложил называть живой силой именно эту величину. Комментируя такой подход, Кориолис писал: «Если ранее наименование живая сила давалось произведению массы на квадрат скорости, то это было потому, что не уделялось внимания работе».